# Prêmio Laureus do Esporte Mundial de atleta masculino do ano
O Prêmio Laureus do Esporte Mundial de atleta masculino do ano é um prêmio anual que homenageia as realizações individuais de atletas do sexo masculino. Foi concedido pela primeira vez, em 2000, como um dos sete prêmios constituintes apresentados durante o Prêmio Laureus do Esporte Mundial. Os prêmios são apresentados pela Laureus Sport for Good Foundation, uma organização global envolvida em mais de 150 projetos de caridade apoiando cerca de 500 000 jovens. A primeira cerimônia foi realizada em 25 de maio de 2000, em Monte Carlo, na qual Nelson Mandela fez o discurso de abertura.
Até a edição de 2022, uma lista de seis indicados para o prêmio vinha de um painel composto pelos "principais editores, escritores e locutores esportivos do mundo". A Laureus World Sports Academy então seleciona o vencedor que é presenteado com uma estatueta Laureus, criada pela Cartier, na cerimônia de premiação anual realizada em vários locais ao redor do mundo. Os prêmios são considerados de alto prestígio e são frequentemente referidos como o equivalente esportivo de "Óscars".

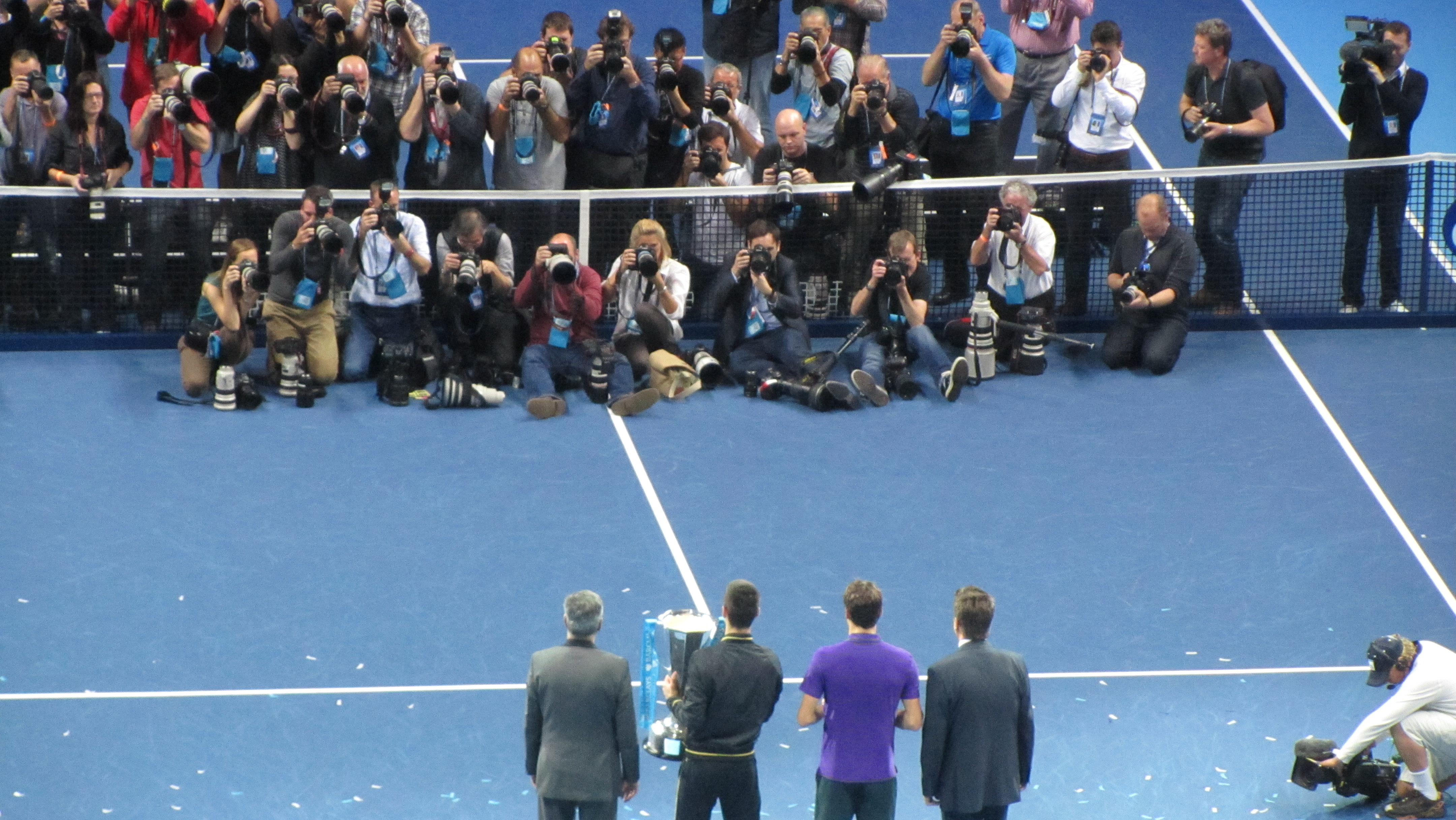
Os tenistas Novak Djokovic e Roger Federer, são os recordistas de vitórias do prêmio, com cinco conquistas cada.

O primeiro vencedor do prêmio foi o jogador norte-americano de golfe Tiger Woods, que encerrou a temporada de 1999 com oito vitórias, um feito não alcançado desde 1974, incluindo o Campeonato do PGA. Ele passou a se tornar o jogador mais aclamado de sua época, recebendo um segundo Prêmio Laureus no ano seguinte, e mais cinco indicações, entre 2002 e 2008. O vencedor de 2003 do Prêmio Laureus foi o ciclista de estrada norte-americano Lance Armstrong. Ele havia sido indicado no ano anterior e recebeu outras indicações, em 2004, 2005 e 2006. Após a admissão de doping de Armstrong, em 2013, todos os seus prêmios e indicações ao Laureus foram rescindidos.
Os jogadores de tênis dominam a lista de vencedores, com onze prêmios, enquanto atletas e pilotos de Fórmula 1 ganharam quatro vezes e jogadores de golfe, duas vezes. Excluindo Armstrong, o Prêmio Laureus foi ganho por apenas nove indivíduos desde seu início. Novak Djokovic e Roger Federer detém o recorde de mais prêmios, com cinco títulos cada. O prêmio de 2020 foi concedido a Lewis Hamilton e Lionel Messi, sendo esta a primeira vez em que o prêmio foi dado em conjunto e também a primeira vez que o prêmio foi ganho por um atleta de esporte de equipe, já que Messi é jogador de futebol.
Lionel Messi repetiu o feito, mas agora de forma individual, e conquistou o prêmio, em 2023.

## Lista de vencedores e nomeados
| * | Indica que a nomeação ou o prêmio foi rescindido |

| Ano  | Imagem                     | Vencedor           | Nacionalidade  | Esporte       | Nomeados | Refs          |
| ---- | -------------------------- | ------------------ | -------------- | ------------- | --- | ------------- |
| 2000 | Tiger Woods in 1997        | Tiger Woods        | Estados Unidos | Golfe         | Andre Agassi – Tênis Maurice Greene – Atletismo | [ 17 ] [ 18 ] |
| 2001 | Tiger Woods in 2001        | Tiger Woods        | Estados Unidos | Golfe         | Steve Redgrave – Remo Michael Schumacher – Automobilismo Ian Thorpe – Natação Pieter van den Hoogenband – Natação                                     | [ 19 ] [ 20 ] |
| 2002 | Michael Schumacher in 2005 | Michael Schumacher | Alemanha       | Automobilismo | Lance Armstrong* – Ciclismo Maurice Greene – Atletismo Ian Thorpe – Natação Tiger Woods – Golfe                                                       | [ 8 ] [ 21 ]  |
| 2003 | Lance Armstrong in 2003    | Lance Armstrong*   | Estados Unidos | Ciclismo      | Ole Einar Bjørndalen – Biatlo Ronaldo – Futebol Michael Schumacher – Automobilismo Tiger Woods – Golfe                                                | [ 22 ] [ 23 ] |
| 2004 | Michael Schumacher in 2005 | Michael Schumacher | Alemanha       | Automobilismo | Lance Armstrong* – Ciclismo Roger Federer – Tênis Michael Phelps – Natação Valentino Rossi – Motociclismo Jonny Wilkinson – Rugby union               | [ 24 ] [ 25 ] |
| 2005 | Roger Federer in 2004      | Roger Federer      | Suíça          | Tênis         | Lance Armstrong* – Ciclismo Hicham El Guerrouj – Atletismo Michael Phelps – Natação Valentino Rossi – Motociclismo Michael Schumacher – Automobilismo | [ 26 ] [ 27 ] |
| 2006 | Roger Federer in 2005      | Roger Federer      | Suíça          | Tênis         | Fernando Alonso – Automobilismo Lance Armstrong* – Ciclismo Ronaldinho Gaúcho – Futebol Valentino Rossi – Motociclismo Tiger Woods – Golfe            | [ 28 ] [ 29 ] |
| 2007 | Roger Federer in 2006      | Roger Federer      | Suíça          | Tênis         | Fernando Alonso – Automobilismo Fabio Cannavaro – Futebol Asafa Powell – Atletismo Michael Schumacher – Automobilismo Tiger Woods – Golfe             | [ 30 ] [ 31 ] |
| 2008 | Roger Federer in 2007      | Roger Federer      | Suíça          | Tênis         | Tyson Gay – Atletismo Kaká – Futebol Michael Phelps – Natação Kimi Räikkönen – Automobilismo Tiger Woods – Golfe                                      | [ 32 ] [ 33 ] |
| 2009 | Usain Bolt in 2009         | Usain Bolt         | Jamaica        | Atletismo     | Lewis Hamilton – Automobilismo Rafael Nadal – Tênis Michael Phelps – Natação Cristiano Ronaldo – Futebol Valentino Rossi – Motociclismo               | [ 34 ] [ 35 ] |
| 2010 | Usain Bolt in 2011         | Usain Bolt         | Jamaica        | Atletismo     | Kenenisa Bekele – Atletismo Alberto Contador – Ciclismo Roger Federer – Tênis Lionel Messi – Futebol Valentino Rossi – Motociclismo                   | [ 36 ] [ 37 ] |
| 2011 | Rafael Nadal in 2011       | Rafael Nadal       | Espanha        | Tênis         | Kobe Bryant – Basquetebol Andrés Iniesta – Futebol Lionel Messi – Futebol Manny Pacquiao – Boxe Sebastian Vettel – Automobilismo                      | [ 38 ] [ 39 ] |
| 2012 | Novak Djokovic in 2012     | Novak Djokovic     | Sérvia         | Tênis         | Usain Bolt – Atletismo Cadel Evans – Ciclismo Lionel Messi – Futebol Dirk Nowitzki – Basquetebol Sebastian Vettel – Automobilismo                     | [ 40 ] [ 41 ] |
| 2013 | Usain Bolt in 2012         | Usain Bolt         | Jamaica        | Atletismo     | Mo Farah – Atletismo Lionel Messi – Futebol Michael Phelps – Natação Sebastian Vettel – Automobilismo Bradley Wiggins – Ciclismo                      | [ 42 ] [ 43 ] |
| 2014 | Sebastian Vettel in 2012   | Sebastian Vettel   | Alemanha       | Automobilismo | Usain Bolt – Atletismo Mo Farah – Atletismo LeBron James – Basquetebol Rafael Nadal – Tênis Cristiano Ronaldo – Futebol                               | [ 44 ] [ 45 ] |
| 2015 | Novak Djokovic in 2015     | Novak Djokovic     | Sérvia         | Tênis         | Lewis Hamilton – Automobilismo Renaud Lavillenie – Atletismo Marc Márquez – Motociclismo Rory McIlroy – Golfe Cristiano Ronaldo – Futebol             | [ 46 ] [ 47 ] |
| 2016 | Novak Djokovic in 2016     | Novak Djokovic     | Sérvia         | Tênis         | Usain Bolt – Atletismo Stephen Curry – Basquetebol Lewis Hamilton – Automobilismo Lionel Messi – Futebol Jordan Spieth – Golfe                        | [ 48 ] [ 49 ] |
| 2017 | Usain Bolt in 2017         | Usain Bolt         | Jamaica        | Atletismo     | Stephen Curry – Basquetebol Mo Farah – Atletismo LeBron James – Basquetebol Andy Murray – Tênis Cristiano Ronaldo – Futebol                           | [ 50 ] [ 51 ] |
| 2018 | Roger Federer in 2017      | Roger Federer      | Suíça          | Tênis         | Mo Farah – Atletismo Chris Froome – Ciclismo Lewis Hamilton – Automobilismo Rafael Nadal – Tênis Cristiano Ronaldo – Futebol                          | [ 14 ] [ 52 ] |
| 2019 | Novak Djokovic in 2017     | Novak Djokovic     | Sérvia         | Tênis         | Lewis Hamilton – Automobilismo LeBron James – Basquetebol Eliud Kipchoge – Atletismo Kylian Mbappé – Futebol Luka Modrić – Futebol                    | [ 15 ] [ 53 ] |
| 2020 | Lewis Hamilton in 2018     | Lewis Hamilton     | Reino Unido    | Automobilismo | Eliud Kipchoge – Atletismo Marc Márquez – Motociclismo Rafael Nadal – Tênis Tiger Woods – Golfe                                                       | [ 54 ]        |
| 2020 | Lionel Messi in 2018       | Lionel Messi       | Argentina      | Futebol       | Eliud Kipchoge – Atletismo Marc Márquez – Motociclismo Rafael Nadal – Tênis Tiger Woods – Golfe                                                       | [ 54 ]        |
| 2021 | Rafael Nadal em 2021       | Rafael Nadal       | Espanha        | Tênis         | Joshua Cheptegei – Atletismo Armand Duplantis – Atletismo Lewis Hamilton – Automobilismo LeBron James – Basquetebol Robert Lewandowski – Futebol      | [ 55 ]        |
| 2022 | Max Verstappen em 2017     | Max Verstappen     | Países Baixos  | Automobilismo | Tom Brady – Futebol americano Novak Djokovic – Tênis Caeleb Dressel – Natação Eliud Kipchoge – Atletismo Robert Lewandowski – Futebol                 | [ 55 ]        |
| 2023 | Lionel Messi               | Lionel Messi       | Argentina      | Futebol       | Kylian Mbappé – Futebol Max Verstappen – Automobilismo Armand Duplantis – Atletismo Rafael Nadal – Tênis Stephen Curry – Basquetebol                  | [ 56 ]        |
| 2024 | Novak Djokovic em 2024     | Novak Djokovic     | Sérvia         | Tênis         | Armand Duplantis – Atletismo Erling Haaland – Futebol Noah Lyles – Atletismo Lionel Messi – Futebol Max Verstappen – Automobilismo                    | [ 57 ]        |

## Estatísticas
Até a edição de 2024.
| * | Indica o total excluindo as nomeações e prêmios que foram rescindidos posteriormente. |

| Número | Atleta             | Anos                        |  |
| ------ | ------------------ | --------------------------- |  |
| 5      | Novak Djokovic     | 2012, 2015–2016, 2019, 2024 |  |
| 5      | Roger Federer      | 2005–2008, 2018             |  |
| 4      | Usain Bolt         | 2009–2010, 2013, 2017       |  |
| 2      | Tiger Woods        | 2000–2001                   |  |
| 2      | Michael Schumacher | 2002, 2004                  |  |
| 2      | Rafael Nadal       | 2011, 2021                  |  |
| 2      | Lionel Messi       | 2020, 2023                  |  |
| 1      | Max Verstappen     | 2022                        |  |
| 1      | Lewis Hamilton     | 2020                        |  |
| 1      | Sebastian Vettel   | 2014                        |  |

| Número | Atleta             | Anos                                    |
| ------ | ------------------ | --------------------------------------- |
| 8      | Tiger Woods        | 2000–2003, 2006–2008, 2020              |
| 7      | Roger Federer      | 2004–2008, 2010, 2018                   |
| 7      | Usain Bolt         | 2009–2010, 2012–2014, 2016–2017         |
| 7      | Lewis Hamilton     | 2009, 2015–2016, 2018–2021              |
| 7      | Lionel Messi       | 2010–2013, 2016, 2020, 2023             |
| 7      | Rafael Nadal       | 2009, 2011, 2014, 2018, 2020-2021, 2023 |
| 6      | Novak Djokovic     | 2012, 2015–2016, 2019, 2022, 2024       |
| 6      | Michael Schumacher | 2001–2005, 2007                         |
| 5      | Valentino Rossi    | 2004–2006, 2009–2010                    |
| 5      | Michael Phelps     | 2004–2005, 2008–2009, 2013              |
| 5      | Cristiano Ronaldo  | 2009, 2014–2015, 2017–2018              |
| 4      | Sebastian Vettel   | 2011–2014                               |
| 4      | Mo Farah           | 2013–2014, 2017–2018                    |
| 4      | LeBron James       | 2014, 2017, 2019, 2021                  |
| 3      | Eliud Kipchoge     | 2019–2020, 2022                         |
| 3      | Stephen Curry      | 2016–2017, 2023                         |
| 2      | Maurice Greene     | 2000, 2002                              |
| 2      | Ian Thorpe         | 2001–2002                               |
| 2      | Fernando Alonso    | 2006–2007                               |
| 2      | Marc Márquez       | 2015, 2020                              |
| 2      | Robert Lewandowski | 2021–2022                               |
| 2      | Kylian Mbappé      | 2019, 2023                              |
| 1      | Tom Brady          | 2022                                    |
| 1      | Caeleb Dressel     | 2022                                    |

| País | Vencedores | Nomeações |
| ---- | ---------- | --------- |
| SUI  | 5          | 7         |
| SRB  | 5          | 6         |
| JAM  | 4          | 4         |
| GER  | 3          | 8         |
| USA  | 2          | 25        |
| ESP  | 2          | 13        |
| ARG  | 2          | 5         |
| GBR  | 1          | 15        |
| HOL  | 1          | 0         |
| ITA  | 0          | 6         |
| POR  | 0          | 5         |
| AUS  | 0          | 3         |
| BRA  | 0          | 3         |
| KEN  | 0          | 3         |
| POL  | 0          | 2         |
| SWE  | 0          | 2         |
| ETH  | 0          | 1         |
| FIN  | 0          | 1         |
| MAR  | 0          | 1         |
| NED  | 0          | 1         |
| NIR  | 0          | 1         |
| NOR  | 0          | 1         |
| PHI  | 0          | 1         |
| UGA  | 0          | 1         |
| FRA  | 0          | 1         |

| Esporte           | Vencedores | Nomeações |
| ----------------- | ---------- | --------- |
| Tênis             | 12         | 24        |
| Fórmula 1         | 5          | 15        |
| Atletismo         | 4          | 20        |
| Futebol           | 2          | 19        |
| Golfe             | 2          | 8         |
| Natação           | 0          | 9         |
| Motociclismo      | 0          | 8         |
| Basquetebol       | 0          | 8         |
| Ciclismo          | 0          | 4         |
| Biatlo            | 0          | 1         |
| Boxe              | 0          | 1         |
| Remo              | 0          | 1         |
| Rugby union       | 0          | 1         |
| Futebol americano | 0          | 1         |